# Mamadou Lamine Traoré
Mamadou Lamine Traoré (geb. 2. Januar 1947, Bamako, Französisch-Sudan; gest. 21. Juli 2007, Bamako, Mali) war ein Politiker in Mali.

## Leben

### Ausbildung und Wirken
Mamadou Lamine Traoré erwarb ein Diplôme national de doctorat an der Universität Sorbonne; er war Professor für Philosophie. Er unterrichtete an den Gymnasien von Markala und Sankoré sowie an der École normale supérieure und der Fakultät für Literatur, Kunst und Geisteswissenschaften (Flash) der Universität Bamako. Er engagierte sich innerhalb der Nationalen Gewerkschaft für Bildung und Kultur (syndicat national de l'éducation et la culture, SNEC) und der FEN.

### Politische Karriere
Mamadou Lamine Traoré beteiligte sich am Sturz des autoritären Regimes von Moussa Traoré, bevor er zwischen 1991 und 1992 dem Comité de transition pour le salut du peuple (Übergangskomitee zur Rettung des Volkes) angehörte. Nach der Wahl von Alpha Oumar Konaré wurde er zum Minister für Territorialverwaltung und innere Sicherheit (Ministre de l’Administration Territoriale et de la Sécurité Intérieure) ernannt, später Minister für Territorialverwaltung und Dezentralisierung (Ministre de la l’Administration Territoriale et de la Décentralisation).
Mamadou Lamine Traoré war Gründungsmitglied der Alliance pour la démocratie au Mali (Allianz für Demokratie in Mali) und dann der ADEMA-PASJ (Alliance pour la démocratie au Mali-Parti africain pour la solidarité et la justice), einer politischen Partei, die er 1994 verließ, um die Mouvement pour l’indépendance, la renaissance et l’intégration africaine (Bewegung für Unabhängigkeit, Renaissance und afrikanische Integration, MIRIA) zu gründen.
Von 2002 bis zu seinem Tod im Jahr 2007 war er dann Minister für nationale Bildung in den Regierungen von Ahmed Mohamed ag Hamani und Ousmane Issoufi Maïga, ernannt von Präsident Amadou Toumani Touré.
Er führte umfangreiche Reformen durch, die ihm in der politischen Klasse viel Feindschaft einbrachten. So gründete er die Organisation des concours des directeurs des Centres d’actions pédagogiques (CAP). Er geriet in Konflikt mit den ehemaligen Direktoren der CAP, die von der Vorgängerregierung ernannt worden waren. Daraufhin hielt er im Juli 2005 eine bedeutende Rede in der Nationalversammlung, wo er einen halben Tag lang mit großer Beredsamkeit seine Leitung der malischen Schule verteidigte.
Weitere Projekte waren die Gründung von Lehrerausbildungsinstituten und Initiativen wie die Bücherkarawane, wodurch Schul- und Universitätsbibliotheken in Bamako und im Landesinneren mit Büchern und Lehrhandbüchern versorgt wurden; die Ausstattung bestimmter Bildungseinrichtungen mit Computerausrüstung, die Sanierung und Ausstattung wissenschaftlicher Forschungslabore und beides im Hinblick auf die Infrastruktur der Bau von Hunderten von Schulen auf dem gesamten Staatsgebiet, sowie war der Bau der beiden Gebäude, in denen die Fakultät für Rechts- und Politikwissenschaften und die Fakultät für Wirtschaftswissenschaften untergebracht sind.
Im Jahr 2002 führte er die Organisation „Camps d’Excellence“ und den „Bon Élève“-Tag ein, um die besten Schüler aller Bildungsstufen auszuzeichnen. In seinem Gedenken beschloss der Präsident der Republik, diese Tradition fortzusetzen, um Verdienste zu würdigen und die Gewinner zu ermutigen, sich stärker für die Entwicklung ihres Heimatlandes einzusetzen, und er erinnerte auch daran, dass Mamadou Lamine Traoré einer der besten Bildungsminister Malis war.
Seine politische Partei MIRIA unterstützte die Kandidatur von Amadou Toumani Touré bei den malischen Präsidentschaftswahlen 2007.
2007 veröffentlichte er bei Donniya Editions ein Buch mit dem Titel Philosophie et géomancie: vers une philosophie originelle africaine („Philosophie und Geomantie: Auf dem Weg zu einer ursprünglichen afrikanischen Philosophie“).